# زیبک‌ها

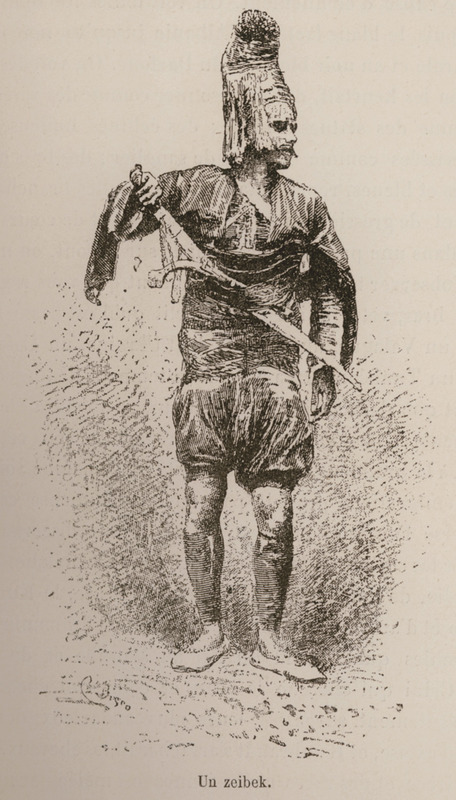
یک زیبک، اثر ادموندو د آمیچیس نویسندهٔ ایتالیایی

زیبک‌ها نام دسته‌ای چریکی و شبه‌نظامی نامنتظم بود که اعضای آن از ناحیه اژه بودند و از سدهٔ هفدهم تا بیستم در خدمت امپراتوری عثمانی بودند. دربارهٔ اصالت زیبک‌ها اختلاف نظر است. منابع یونانی آنان را یونانی‌های مسلمان‌شده معرفی می‌کنند و منابع ترک آنان را ترک می‌دانند.
در مقاطعی از تاریخ زیبک‌ها به یاغی‌گری و یغما می‌پرداختند، ولی پس از اشغال ازمیر آنان به یونانی‌ها به نبرد پرداختند. با تشکیل نیروی زمینی ترکیه زیبک‌ها به این نیرو پیوستند. در خلال جنگ استقلال ترکیه از ایشان دیگر یغماگری دیده نشد، بلکه رشادت آنان در جنگ‌ها از آنان در نظر بقیه قهرمانانی پدیدآورد.
رقص موسوم به رقص زیبکی منسوب به آنهاست.